# Aleksiej Speranski
Aleksiej Dymitriewicz Speranski (ros. Алексей Дмитриевич Сперанский, ur. 12 stycznia 1888 w Urżum, zm. 23 sierpnia 1961 w Moskwie) – rosyjski chirurg patolog. W latach 1920–1923 profesor uniwersytetu w Irkucku. W 1923 rozpoczął pracę w instytucie medycyny eksperymentalnej w Leningradzie. W 1934 przeniósł się do Moskwy. Pozostał na swoim stanowisku do 1945 roku. Objął wówczas stanowisko dyrektora instytutu Patologii Ogólnej i Eksperymentalnej Akademii Nauk ZSRR.
W 1911 ukończył studia na Uniwersytecie w Kazaniu.  W latach 1923–1928 pracował jako asystent Iwana Pawłowa. Jest twórcą teorii układu nerwowego zachorowania i troficznej roli oraz w patofizjologii chorób zakaźnych. Zajmował się także leczeniem napadów padaczkowych i nerwic. Był od 1939 członkiem Akademii Nauk ZSRR, został odznaczony dwoma orderami Lenina, a w 1943 Nagrodą Stalinowską. Spoczywa na Cmentarzu Wagańkowskim w Moskwie.